# Messiah (série de televisão)
Messiah é uma série de televisão estadunidense de suspense criada por Michael Petroni. A primeira temporada consiste em dez episódios, que foram lançados na Netflix em 1 de janeiro de 2020. A série é estrelada por Mehdi Dehbi, Tomer Sisley, Michelle Monaghan, John Ortiz, Melinda Page Hamilton, Stefania LaVie Owen, Jane Adams, Sayyid El Alami, Fares Landoulsi e Wil Traval.

## Premissa
A série se concentra na reação do mundo moderno a um homem, que aparece pela primeira vez no Oriente Médio, alegando ser o retorno escatológico de Issa (Jesus). Sua aparição repentina e aparentes milagres despertam um número crescente de seguidores internacionais, lançando dúvidas sobre quem ele realmente é, um caso investigado por um oficial da CIA.

### Elenco
- Mehdi Dehbi como Al-Massih[5]
- Tomer Sisley como Aviram Dahan
- Michelle Monaghan como agente da CIA, Eva Geller[6]
- John Ortiz como Felix[7]
- Melinda Page Hamilton como Anna Iguero[4]
- Stefania LaVie Owen como Rebecca Iguero
- Jane Adams como Miriam Keneally
- Sayyid El Alami como Jibril Medina
- Tarifas Landoulsi como Samir
- Wil Traval como Will Mathers

### Recorrente
- Philip Baker Hall como Kelman Katz[8]
- Pontes de Beau como Edmund DeGuilles
- Hugo Armstrong como Ruben
- Barbara Eve Harris como Katherin
- Nimrod Hochenberg como Israel
- Emily Kinney como Staci Kirmani
- Jackson Hurst como Jonah Kirmani
- Nicole Rose Scimeca como Raeah Kirmani
- Ori Pfeffer como Alon
- Kenneth Miller como Larry
- Assad Bouab como Qamar Maloof

## Controvérsia
O trailer recebeu no Twitter recepções negativas de vários muçulmanos sunitas, devido a supostas semelhanças entre o personagem interpretado por Mehdi Dehbi, al-Masih e a concepção islâmica do Anticristo, Al-Masih ad-Dajjal. Um usuário alegou ter sido bloqueado pelas contas oficiais do Twitter do Messiah e Netflix por sugerir que o personagem era o Dajjal. Alguns usuários do Twitter consideraram isso uma indicação da incapacidade da Netflix de atender a um público que não fala inglês, em dezembro de 2019, foi anunciado em uma conferência de imprensa que a Royal Film Commission da Jordânia solicitou à Netflix que se abstivesse de transmitir o Messias no país devido ao assunto provocativo e ao controverso conteúdo religioso coberto pela série.